# キア・ボンゴ
ボンゴ（BONGO、朝: 봉고）は、大韓民国の自動車会社、起亜により製造・販売されている小型キャブオーバー型トラックである。以前は小型キャブオーバー型ワンボックス車も設定されていたが、現在は1t車、及び1.2t車のみの設定となる。

## 初代 BA2型（1980年 - 1993年）
- 1980年9月 - 2代目マツダ・ボンゴを起亜産業（後の起亜自動車）が取り入れ、初代として発売した。当初は2,200cc70馬力のS2型エンジンを搭載した。また、1トントラックでは初めて前輪懸架装置をダブルウィッシュボーン式サスペンションで採用した。
- 1984年8月 - 室内空間の広いキングキャブを発売した。
- 1985年10月 - 平ボディ車を発売した。フロントやステアリング・ホイール、ダッシュボードはボンゴナインと同一である（1987年1月から全車ボンゴナインの様にマイナーチェンジ）。
- 1986年2月 - フロント/リアに装備される起亜自動車の英文エンブレムをKIAMASTERからKIA MOTORSへ変更した。初期のフェイスリフトモデル

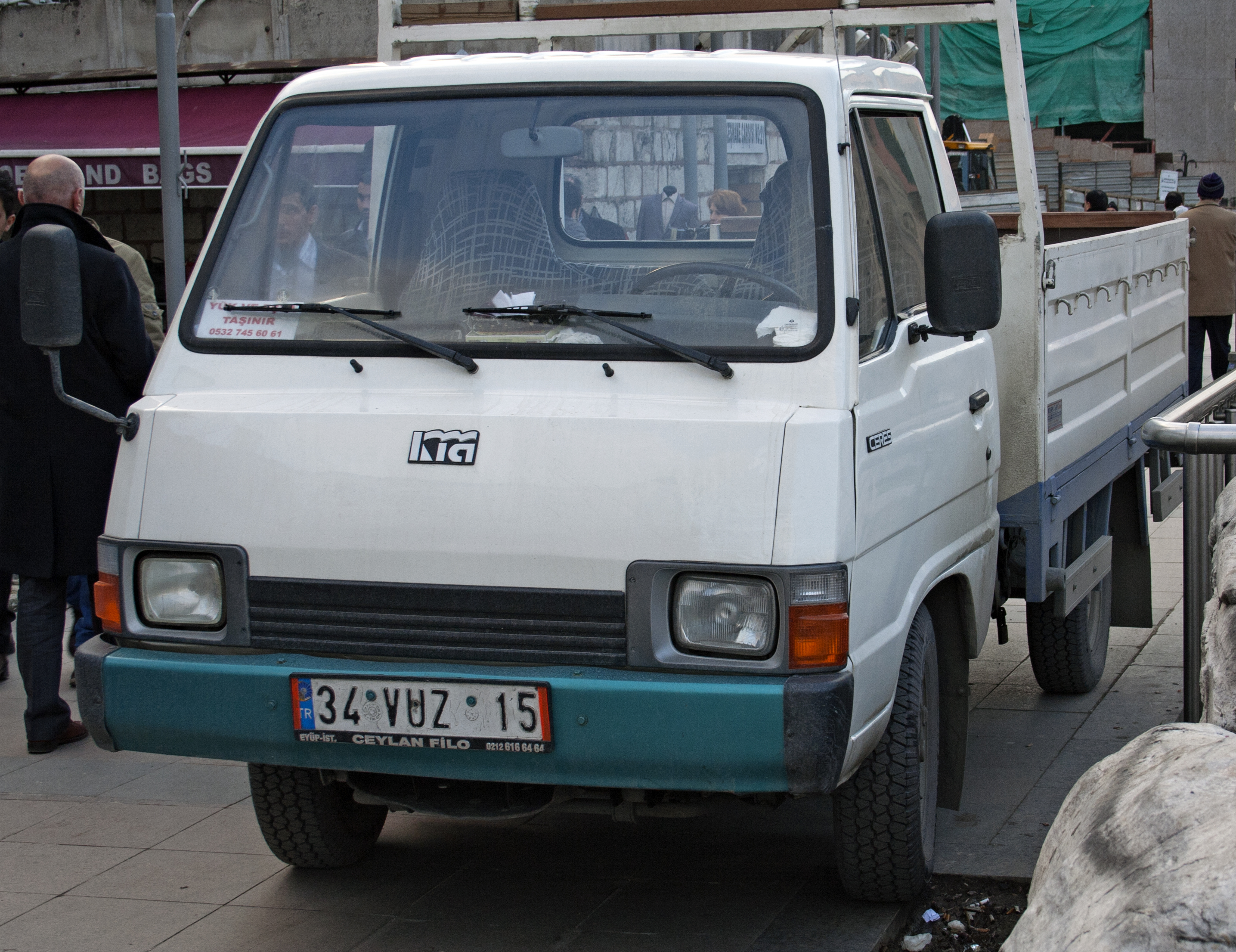
初期のフェイスリフトモデル

### ボンゴミニバス（1981年8月 - 1987年2月）
- 1981年8月 - ヘッドランプを丸形2灯式から長方形2灯式へ変更した。同時にワンボックスも発売した。ラインナップは9人乗り仕様（正式名称:ボンゴナイン、1983年5月発売）と12人乗り仕様を設定し、ルートバンにおけるラインナップは3人乗り仕様と6人乗り仕様を設定した。
- 1985年3月 - 1,200cc90馬力のUC型ガソリンエンジンを搭載した9人乗り仕様の低価格なボンゴタウンを発売した。ボンゴでは唯一前輪ディスクブレーキを採用しており、後輪はシングルタイヤであった。
- 1986年3月 - ワンボックス（ワゴン/バン）の後続車であるベスタを発売したが、1987年までは並行生産し、計8万9569台を生産した。

### パワーボンゴ（1987年8月〜1993年12月）
- 1987年8月 - ワンボックスが生産終了となったのに対し、トラックはマイナーチェンジと出力向上（2,400cc80馬力のSF型エンジン）を図ったパワーボンゴを発売した。同時にフロント/リアに装備される起亜自動車の英語表記エンブレムをKIA MOTORSからkiaへ変更した。
- 1989年1月 - 後継車である2代目ボンゴ（正式名称:ワイドボンゴ）を発売したが、パワーボンゴはしばらく並行生産した。
- 1993年12月 - 初代ワゴン/トラックが生産終了となった。

## 2代目 SR型（1989年1月 - 1997年4月）

### ワイドボンゴ（1989年1月 - 1995年5月）
- 1989年1月 - 2代目ワイドボンゴを発売した。既に発売した同クラスのミニバスであるベスタ同様、3代目マツダ・ボンゴをベースに開発した。
- 1992年11月 - 2,700cc80馬力のJS型ディーゼルエンジンを追加設定した。ボンゴJ2

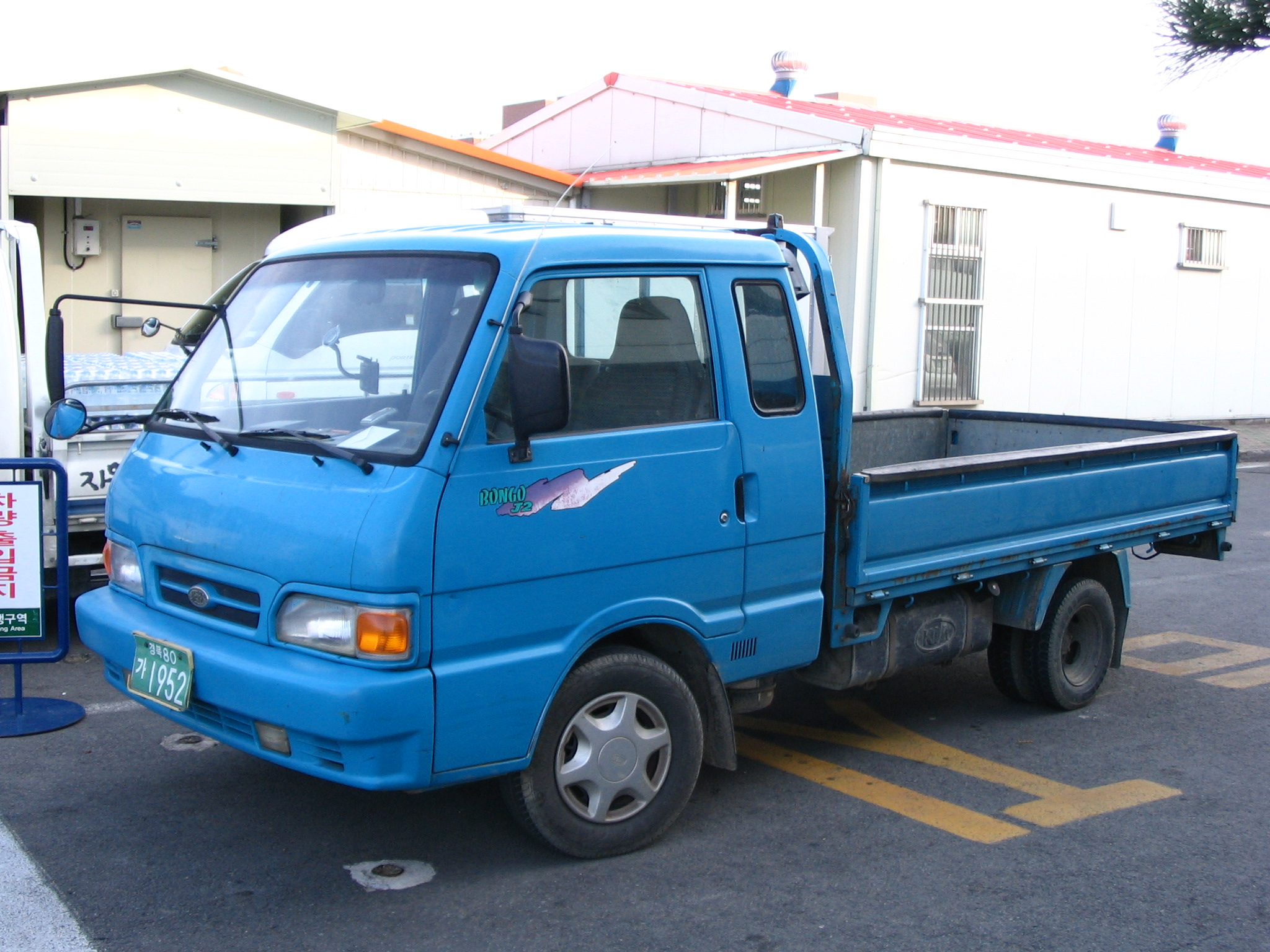
ボンゴJ2

- 1994年3月 - 超長軸仕様を追加した。
- 1994年10月 - 起亜自動車のエンブレムを楕円形に変更し、同時にドアのデカールも変更し、ハイベスタのホイールカバーを装着した1995年型を発表した。

### ボンゴJ2（1995年5月 - 1997年4月）
- 1995年5月 - マイナーチェンジと同時に83馬力のJ2型エンジンを搭載したボンゴJ2を発売した。
- 1996年10月 - 同クラスで初めてABSを採用した。

## 3代目 W3/CT型（1997年4月 - 2005年5月）

### ボンゴフロンティア（1997年4月 - 2000年12月）
- 1997年4月 - 乗用車の様な静粛性を備えた3,000cc90馬力のJT型エンジンを搭載した3代目ボンゴフロンティアが発売された。ボンゴフロンティア（写真は輸出仕様K2700）

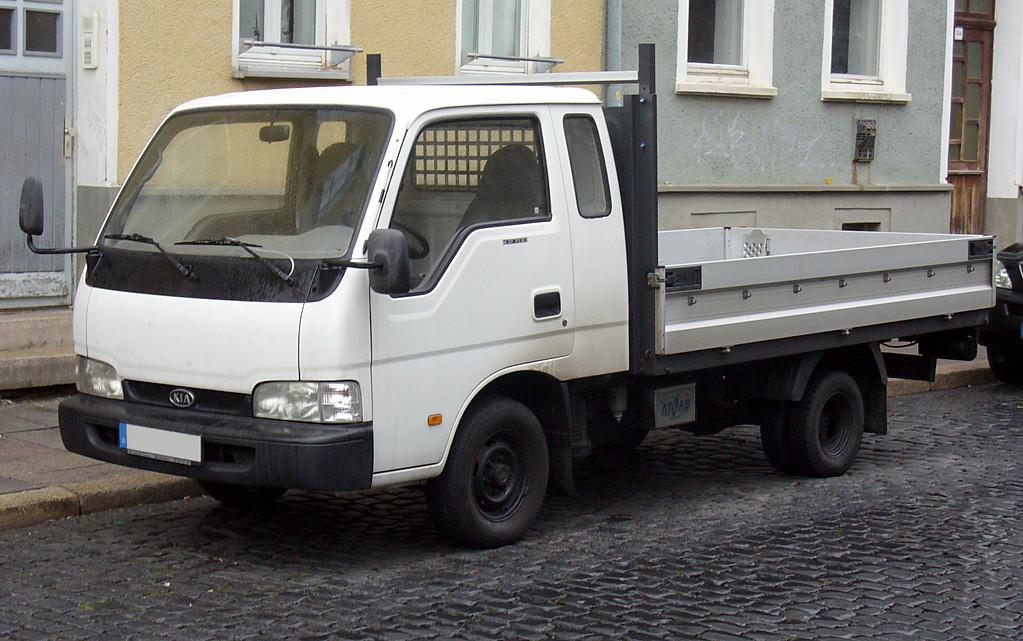
ボンゴフロンティア（写真は輸出仕様K2700）

- 1998年 - ボンゴフロンティアに、従来は大型トラックでのみ見られたティルティング・キャブを追加して、エンジンの整備性を向上させた。同時にジャンボタイタンの生産終了に伴い1.4トン、2.5トンが追加発売された。
- 1999年 - 四輪駆動トラックのセレスを代替する形で、ボンゴフロンティアに四輪駆動のバージョンが追加され、悪路走破などに卓越した能力を発揮した。次いで、ボンゴフロンティアがフェイスリフトされた。

### ニューボンゴフロンティア（2000年12月 - 2003年12月）
- 2000年12月 - ボンゴフロンティアからニューボンゴフロンティアへ改称した。
- 2001年8月 - ニューボンゴフレンティアに3,000cc94馬力のJT型ディーゼルエンジンを搭載し、外観デザインを変更し、騒音を低減したサイレントを発売した。リアに装備される楕円形の起亜自動車のロゴから起亜自動車の英語名称であるキアモーターズに変更された。
- 2003年 - 名称がボンゴフロンティアから、「ニューボンゴ」と改められた。その年の末、環境規制によりボンゴフロンティアは生産中止された。

### ボンゴIIIミニバス（2004年1月 - 2005年5月）
- 2004年1月 - プレジオのマイナーチェンジした3代目ボンゴワンボックス（通称:ボンゴIIIコーチ（12人/15人乗り仕様）/バン（3人、6人乗り仕様））を発売した。後継車である4代目ボンゴ（通称:ボンゴIII）トラックと同時発売となった。海外市場ではプレジオの名称で販売し、一部市場ではベスタとして販売した。
- 2005年5月31日 - 販売量が大幅に減少し、同年7月14日に発売されたグランドカーニバルに統合される形で生産終了した。ボンゴIIIコーチの生産ラインは、ニューカレンスの生産ラインとなった。

## 4代目 PU型（2004年1月 - 2024年〈予定〉）

### ボンゴIII（2004年1月 - 2019年9月）
- 2004年1月 - 独自開発による4代目ボンゴIIIを発売した。2,902cc123馬力のユーロ3適合エココモンレールJ3型エンジンを搭載した。
- 2005年（日付不明） - 円形の起亜自動車のエンブレムから現在の起亜自動車のマークへ、デカールを変更し、トレードマークであった黄緑色のコーポレートカラーを廃止した。
- 2005年 - ターボインタークーラーエンジンがラインナップから削除され、コモンレールエンジンに一本化され、最高出力が126馬力に上昇した。
- 2006年 - 環境規制によりターボインタークーラーエンジンがラインナップから排除され、コモンレールエンジンに単一化し、最高出力が126馬力に上昇した。
- 2009年 - ボンゴIIIに2.4Lシータエンジン、LPG 159馬力を搭載したボンゴLPI追加。
- 2010年 - 木目調を採用し、デカールのデザインが変更された2011年型ボンゴIIIに年式変更。
- 2010年 - 環境規制でボンゴ3トラックは完全に生産中止。1トン、1.2トンを再生産することを決定したが、4x4トラックは完全に中止となった。
- 2012年1月 - 外観の一部がマイナーチェンジされ、2012年型ボンゴIII2次モデルが登場。2012年型ヒュンダイ・ポーターIIと同様ユーロ5基準の環境にやさしいA-2 133馬力コモンレールエンジンと5速AT、6速MTを追加し、運転席エアバッグをオプションとして採用した。
- 2012年 - 起亜特有のラジエーターグリルと外観の一部がマイナーチェンジされた第5世代2012年型ボンゴ5G誕生。2012年型ポーターのような環境にやさしいユーロV基準のA-2 133馬力・コモンレールエンジンと5速 / 6速マニュアルトランスミッションを組み合わせた。
- 2015年1月 - 2015年型ボンゴが登場。このモデルは、タイヤ空気圧警報装置（TPMS、4輪駆動専用）が採用され、助手席エアバッグがオプションとして採用され、車体姿勢制御装置（ESC）と急ブレーキ警報システム（ESS（英語版））が標準装備された。
- 2016年9月1日 - 2017年型ボンゴが発表され、ユーロ6基準のディーゼルエンジンが採用され、ホイールカバーのデザインが変更された。テールランプの色が変更され、エアコン、ヒーター調節ノブとパネルのデザインが変更された。上級車種は、新規設計された変速レバーとベージュの室内、サイドミラーリピーターガと計器盤トリップコンピュータが装備されている。
- 2018年10月29日 - 2019年型ボンゴを発売。このモデルには、後方駐車補助システムが標準装備され、4輪駆動モデルに運転席エアバッグが標準装備された。

### ザ・ニュー・ボンゴIII（2019年9月 - 現在）
- 2019年9月 - 排出ガス規定に適応するため小規模な変更が実施される。
- 2020年1月6日 - 電気トラック、ボンゴIII EVが発売された。充電インターフェースはDCコンボ-1。2021年2月9日にはキングキャップをベースとする特装車（冷蔵車、ウィングボディ、パワーゲート等）が追加された。
- 2020年 - 2020年型ボンゴを発売。緊急ブレーキ装置をオプションで追加する。
- 2021年 - 一般のボンゴ同様キアの社名変更で旧キアのロゴから2022年型はキアの新ロゴを装着する。荷台のリアは、キアモーターズが消去され空白のままで、2022年型からはキアの新ロゴを装着した。
- 2021年 - キアの社名変更で旧キアのロゴから2022年型はキアの新ロゴが装着される。荷台のリアは、キアモーターズが消去されて空白だったため、2022年型からキアの新ロゴを装着した。
- 2022年7月4日 - ボンゴIII EVの特装車のラインナップに冷凍車が追加された。ボンゴIII EVロングキングキャップベースの特装モデルで、低床型と標準型の2モデルで構成される。車両の高電圧バッテリーを活用して冷凍機を稼働させ、補助バッテリー追加装着を通じて1,000kgの積載重量を提供する。電動式パワーステアリング、パドルシフトなど既存モデルの便宜仕様を継承し、フルオートエアコン、運転席通風及び熱線シートなどの顧客に好まれる機能を標準装備した。
- 2022年10月 - 2.4Lの自然吸気LPGモデルが少量生産された。ただ、再発売の可能性はあり、2023年11月末にシータ2.5LターボLPGエンジンを採用して再発売された。
- 2023年11月 - 1トンと1.2トンに2.5Lのコモンレールのディーゼルモデルが全て少量生産された。1トンと1.2トンにも2.5LのLPGターボエンジンが追加され、LPGボンベは車体側面ではなくスペアタイヤ付近にドーナツ型で装着された。

## 5代目（2024年（予定） - ）
ポーター同様前世代のモデルが2023年11月にディーゼルモデルを少量生産し、フルモデルチェンジされた5代目でもディーゼルはこれ以上は登場せず、LPGとEVに代替される。

## 名前の意味
初期の原型であるマツダ・ボンゴの名前をそのまま使用しており、その語源としてはアフリカに生息する野生の羚羊（→ボンゴ (偶蹄目)）を意味する英語である。ただし、マツダ側としてはボンゴの名称を大カモシカから来ているとしている。
アフリカのガボン共和国の大統領オマール・ボンゴの名前をとって命名されたという説もあるが、これは2007年、彼の韓国訪問時の盧武鉉大統領との昼食会の席での発言が誤って伝わったもので、上記のように事実と全く異なる。
なお本車の原型となったマツダ・ボンゴは特に中国地方においてワンボックスカーの代名詞扱いされていた(商標の普通名称化)とされるが、本車両の存在により同様の事象が韓国でも起こっていたとされる。。

## ボンゴトラックの種類（2000年代以降）

### ボンゴフロンティア
標準キャブ、キングキャブ、ダブルキャブ、ティルティングキャブ、冷凍トップ車、冷蔵トップ車、プラス冷凍トップ車、プラス冷蔵トップ車、ウィングボディ、4X2ダンプ、パワーゲート、自動車教習車（場内試験用、路上試験用）、保冷トップ車、宅配トップ車、4X4ダンプ、多目的トップ車、ウォークスルー・バン、清掃車（2.5トン）、活魚車

### ボンゴ3トラック
標準キャブ、キングキャブ、ダブルキャブ、ティルティングキャブ、冷凍トップ車、冷蔵トップ車、
プラス冷凍トップ車、プラス冷蔵トップ車、活魚車などがある（ただし1.4トン、1.2トンにはダンプの設定がない）。

### 2010年式ボンゴ3トラック
標準キャブ、キングキャブ、ダブルキャブ、ティルティングキャブ、冷凍トップ車、冷蔵トップ車、プラス冷凍トップ車、プラス冷蔵トップ車、ウィングボディ、4×2ダンプ、パワーゲート、自動車教習車 (1種普通免許の技能、道路走行試験および教習に使用されるボンゴ) 、保冷トップ車、宅配トップ車、4X4ダンプ、ウォークスルーバン、緊急救助車、冷温トップ車、多目的トップ車、活魚車などがある。
2.5トンの場合、他のトラックタイプとは異なり、ボンゴ3からのフルモデルチェンジを経ずに継続的に生産されたが、新たな排気ガス基準を満たすことができず、2005年10月に生産中止されたのを皮切りに、1トン運転教習所用と活魚車の場合、2006年11月に生産が中止され、以後1トン標準キャブと冷蔵トップ車、1.2トン、4×4トラックを除いたトラックを元とした変種は販売不振により、2007年12月に乗合型車とともに後継車種なしで生産が中止された。以後、2011年10月に排出ガス規制で1トン、1.2トン、四輪駆動の生産までもが打ち切られ、ボンゴ3というモデルは完全に消滅し、現在は車名を表す英文がスターウォーズ風の書体で書かれた「ボンゴ5G」が販売されている。
消防署の第一線で救急車として見かけることがあるが、それらは忠清南道礼山郡に所在する自動車部品関連業者であるオーテックで改造され再出荷されたものである。

## コーチ / バン
1トントラックが市場に投入された1年後の1981年には、乗合車 (バン) であるボンゴコーチ、ボンゴナインが発表された。当時、自動車産業の合理化措置により、起亜自動車が乗用車を生産することができなくなった後、ボンゴコーチは大人気を博し、今でもバンを指してボンゴ車と呼ぶくらいにワンボックス・ワゴン車の代名詞となっていた。以後、フルモデルチェンジを経た車種には、キア・ベスタ、キア・プレジオという違う名前を用いたが、2004年にキア・プレジオがフェイスリフトされ、ボンゴ3コーチという名前でボンゴ3トラックとともに市場投入された。ボンゴ3コーチは安全性が強化され、優秀な燃費と広い室内空間を備えていた。しかし販売は振るわず、2005年、グランドカーニバルのリリースで車種の相当部分が重複すると判断され、3人乗りと12人乗りは生産中止され、スターレックスとの市場競合および新たな排気ガス基準を満たすことができず、2007年末に車種削減を通じ6人乗りと15人乗りまでの大多数のトラックをベースとした変種シリーズや、リベロとともに後継車なしに生産中止され、乗合車は初出荷後26年、トラック (1トン除く) は初出荷後27年にして幕を閉じ歴史のかなたへと消え去った。かくしてボンゴコーチの地位はモハベに取って代わられた。

## 写真

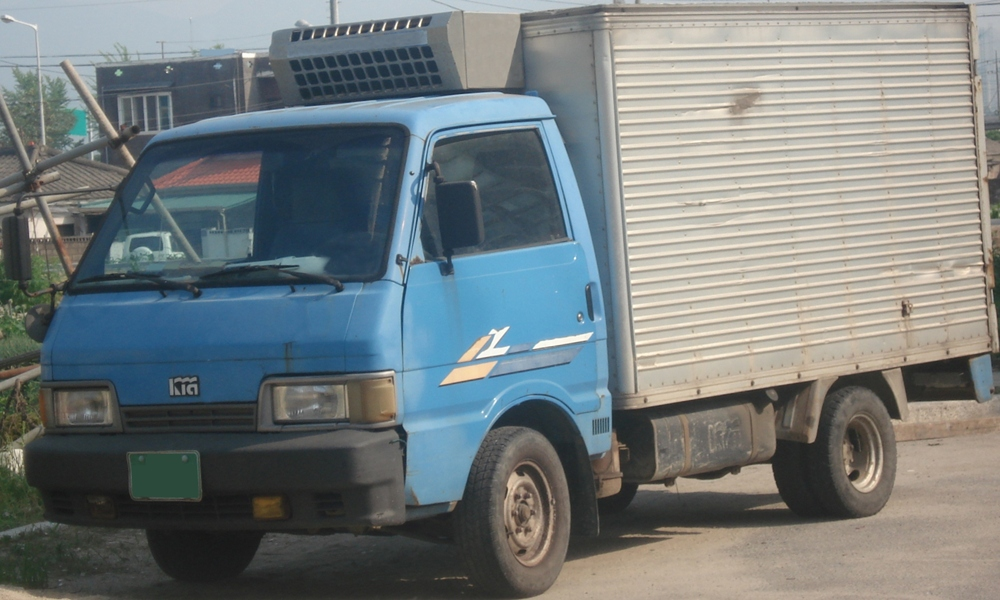
キア・K2700 ワイドボンゴの前部
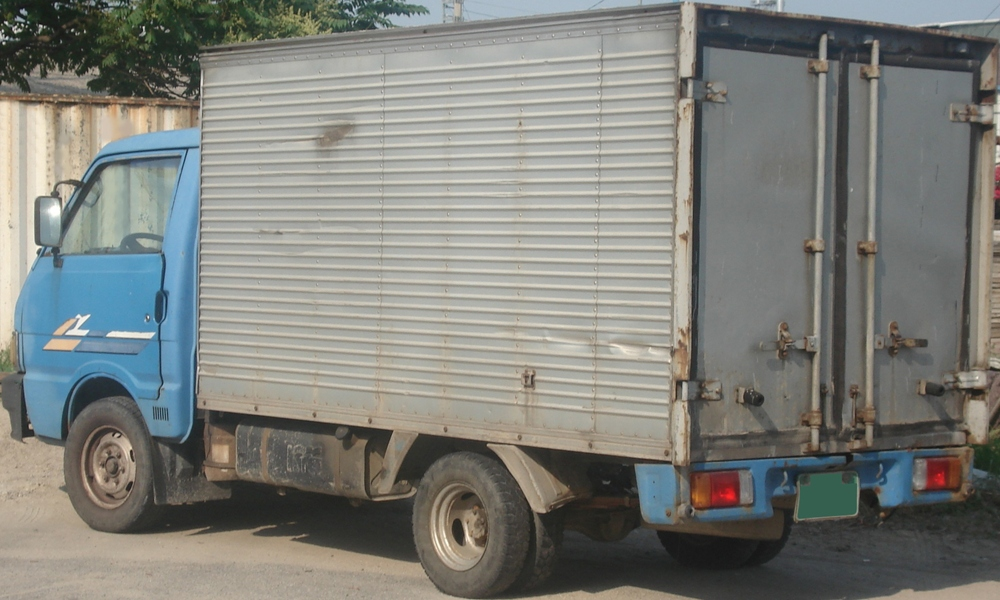
キア・K2700 ワイドボンゴの後部
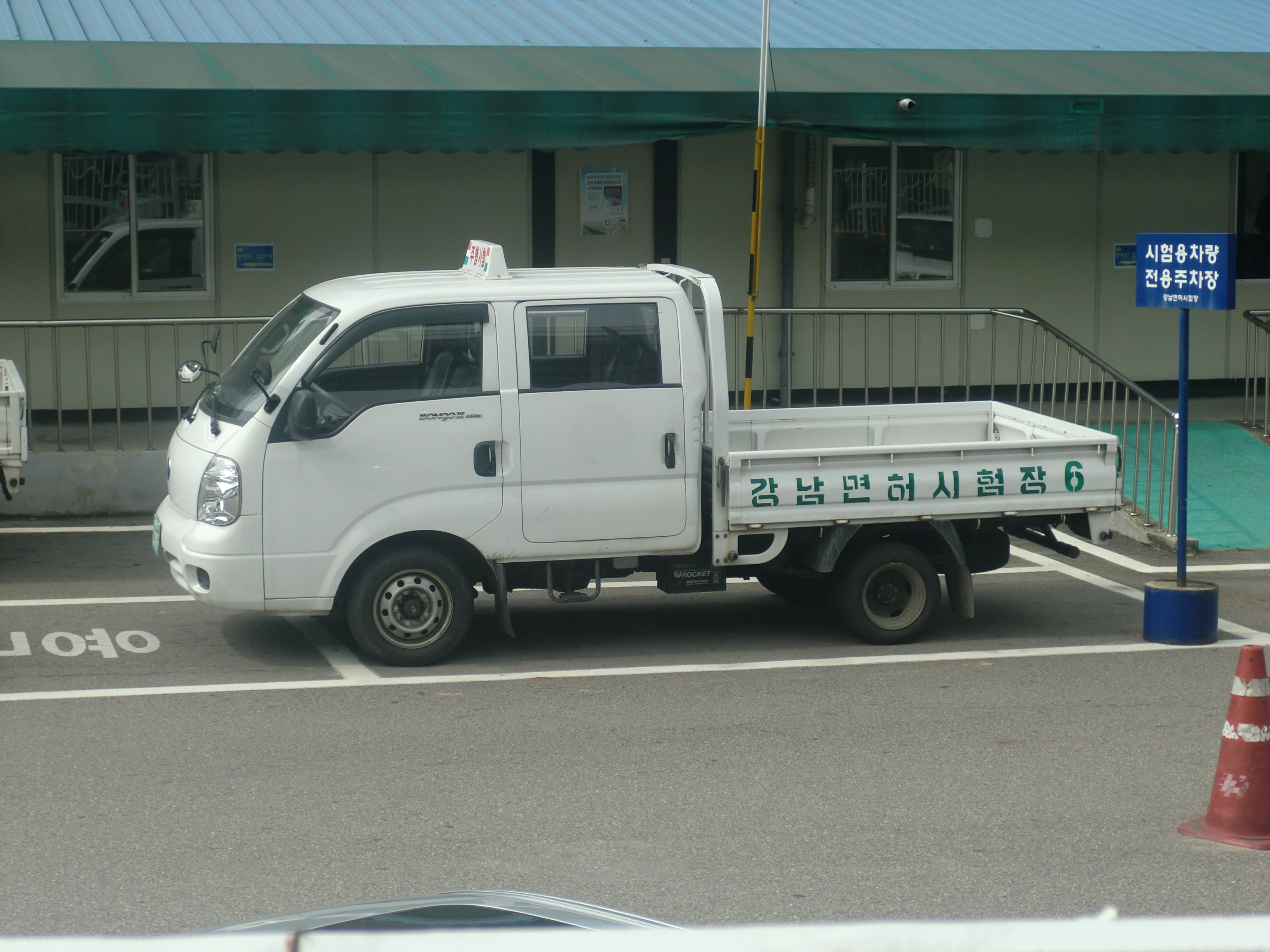
江南運転免許試験場のキア・ボンゴ3 路上試験用